# Jurij Teterenko
Jurij Ihorowycz Teterenko, ukr. Юрій Ігорович Тетеренко (ur. 22 stycznia 1997 w obwodzie wołyńskim) – ukraiński piłkarz, grający na pozycji pomocnika.

## Kariera piłkarska

### Kariera klubowa
Wychowanek Szkoły Sportowej nr 2 w Łucku oraz klubu Wołyń Łuck, barwy których bronił w juniorskich mistrzostwach Ukrainy (DJuFL). 24 lipca 2013 rozpoczął karierę piłkarską w juniorskiej drużynie Wołyni Łuck, 13 sierpnia 2016 debiutował w podstawowym składzie łuckiego klubu. W 2018 bronił barw Atlantasa Kłajpeda. 12 lutego 2019 został piłkarzem FK Słuck.